# Oirata
L’oirata ou woirata, également appelé maaro, est une langue papoue parlée  dans l’île indonésie de Kisar, située dans l’archipel des Moluques. Elle est également parlée à Ambon, la capitale provinciale.

## Classification
L'oirata appartient à la famille des langues timor-alor-pantar; Elle est particulièrement proche du fataluku parlé à Timor Leste.

## Sources
- (en) Harald Hammarström, Robert Forkel, Martin Haspelmath, Sebastian Bank, Glottolog, Oirata.